# Andree Bernhardin von Oberburg
Andree Bernhardin – Freiherr von Oberburg auf Khänitzhof und Rotelsegkh (* ca. 1626; † ca. 1673), k. k. Obrist und Kommandant der Festung Otočac an der Kroatischen k. k. Militärgrenze. Er war Nachkomme eines im Herzogtum Krain seit etwa 1350 ansässigen Adelsgeschlechts, dessen Besitzungen überwiegend im Innerkrain an der Poik gelegen waren.

## Wappen
In einem von Weiß und Schwarz schräglinks geteiltem Schild zwei zur Mitte hin abgekürzte Schräglinksbalken in abwechselnden Farben; auf dem Schild ein gekrönter Spangenhelm mit schwarzweißen Helmdecken. Helmkleinod: Ein geschlossener, fünfmal von Weiß und Schwarz schräglinks geteilter Flug.
Das Wappen ist sehr ähnlich dem Wappen des in der Schweiz (Bern, Oberburg) im Mittelalter vorkommenden Geschlechts von Oberburg, dessen Bild uns von Stettler überliefert wurde.

## Leben

### Jugendjahre
Andree Bernhardin wählte, wie so viele seiner Vorfahren, die militärische Laufbahn. Etwa 1645 trat er als Volontär mit drei eigenen armierten Knechten in kaiserliche Kriegsdienste, später war er Kornett, dann Kommandant einer Reiterkompanie unter den altpiccolominischen und auerspergischen Regimentern. Mittellos scheint er nicht gewesen zu sein, denn im Freiherrendiplom wird ausdrücklich erwähnt, er stünde „in Unseren Diensten mit Zusetzung seines eigenen Vermögens.“
Als am 7. September 1660 Kaiser Leopold I. nach Laibach kam, um die Erbhuldigung der dortigen Stände entgegenzunehmen, defilierten gegen vier Uhr nachmittags auch die vier Reiterkompanien der Landschaft – etwa 800 Berittene – am Kaiser vorbei. Andree Bernhardin war damals Fähnrich (Kornett) in der ersten Kompanie (Eskadron).
In den Jahren 1656 bis 1658, damals bereits verheiratet, schlugen ihn die Krainer Verordneten mehrmals für eine Verwendung im Bereich der Militärgrenze vor. In diesen Jahren wohnte die Familie in Laibach (Ljubljana), wo er am 17. Februar 1652 bei einem Ritterspiel und Ringelrennen als Ritter Marlabusto die afrikanische Partei vertrat.

### Familie
Andree Bernhardins Ehefrau, Katharina Sidonia, eine geborene von Isenhausen (testiert Laibach 2. Januar 1691), entstammte einem alten Krainer Adelsgeschlecht, das bereits seit Ende des 14. Jahrhunderts das dortige Indigenat besaß. Den Geburtsdaten der Kinder kann entnommen werden, dass die Familie zunächst in Laibach (Ljubljana), dann in Fiume (Rijeka) und schließlich in Slavina in Innerkrain in der Nähe des Ortes Illyrisch Feistritz (slowenisch Ilirska Bistrica) lebte. Die Tochter Maria Sidonia wurde am 2. Dezember 1654 in Laibach geboren. Sie heiratete 1674 in Slavina, wo ihr Bruder Wolf Wilhelm, dessen Lebensdaten unbekannt sind, Trauzeuge war. Der Sohn Rinaldo wurde am 22. Mai 1668 in Fiume, Johann Josef am 12. Dezember 1670 wiederum in Slavina getauft (Schi. S. 280).

### Obrist und Hauptmann der Fortezza Ototschatz (Otočac)
Am 15. April 1661 wurde Andree Bernhardin zum Hauptmann von Otočac (heute in Lika / Kroatien gelegen) ernannt. Die Fortezza Otočac, der Sitz einer eigenständigen Hauptmannschaft mit den dazugehörigen Festungen Prozor (in Kroatien), Drenov klanac, Sinaz, Jurjeve stene, Gola brda, Dolane, Godača und Morska gora sowie einer Vielzahl von wallachischen Dörfern waren Teil der Meergrenze im System der k. k. Militärgrenze.
Er geriet in dieser Zeit einige Male in Konflikt mit den vorgesetzten Stellen; 1664 erhielt er wegen Ungehorsams eine Geldstrafe und 1666 wurde er vom Vorwurf der Konspiration mit den Türken freigesprochen.
Andererseits wurde ihm wegen seiner Umsicht bei der Bewältigung der administrativen Aufgaben, seines persönlichen Engagements und seiner Tapferkeit aber auch Anerkennung zuteil. Dies geht aus einem entsprechenden Empfehlungsschreiben des Vice-Generals zu Karlstadt (Karlovac, Kroatien), Graf Petar Zrinyi, an den Wiener Hof hervor. Als nämlich im Herbst 1664 Ali Bascha Tschengitsch, der türkische Vice-Gouverneur und Bruder des Paschas von Bosnien mit 9000 (nach Gauhe 8000) Mann auf Otočac marschierte, konnte Andree Bernhardin, dank des Einsatzes von Kundschaftern und seiner Verbindungsleute jenseits der Militärgrenze, den Grafen Zrinyi rechtzeitig vor der nahenden Gefahr warnen. Daraufhin erwartete Zrinyi am 16. Oktober mit 2000 Reitern und 300 Dragonern in einem Wald bei Jurjeve stene die türkische Streitmacht. Dort kam es zu einem zweistündigen Gefecht zwischen den Grenzern Zrinyis und den völlig überraschten Reitern Tschengitsch Paschas. Die Türken wurden vernichtend geschlagen: über 2000 wurden niedergemacht, 370 (nach Gauhe 256) gefangen genommen, darunter auch Tschengitsch Pascha selbst.
Andree Bernhardin schlug damals mit seiner Mannschaft als erster los und, obwohl durch zwei Säbelhiebe verwundet, trug er durch sein persönliches Beispiel entscheidend zum Sieg Zrinys bei. Als Dank und als Anerkennung für seine treuen Kriegsdienste, insbesondere an der Meergrenze, erhielt er den Rang eines Obristen. Den Kommandantenposten in Otočac versah er vermutlich bis zu seinem Tod; jedenfalls wurde die Stelle am 3. März 1673 neu vergeben.

## Erhebung in den Freiherrenstand
Im Juli 1669 wurde Andree Bernhardin erlaubt, sich nach Wien an den Hof zu begeben, wohl im Zusammenhang mit der Erhebung in den Freiherrenstand. Das aus diesem Anlass am 3. September 1669 in Wien herausgegebene Freiherrenstandsdiplom enthält einige Zeitangaben und – was aus genealogischer Sicht besonders bedeutsam ist – mehrere Personennamen und deren verwandtschaftliche Beziehungen zueinander.
Da erscheint zunächst Andree Bernhardins Vater, Lorenz von Oberburg, der aus dem Ritterstand mit allen seinen Kindern und Kindeskindern in den Freiherrenstand erhoben wurde. Sie erhielten das Prädikat „Freiherren auf Khänitzhof und Rotelsegkh“. Lorenz von Oberburg war damals Hauptmann in Isterreich (Istrien, vermutlich mit Sitz in Mitterburg), Kharst (Karst) und Plänicks (Alben, heute Ort Labin in Istrien). Aus der Verleihungsurkunde geht hervor, dass die Oberburg nahezu sechshundert Jahre lang, also seit etwa 1050 dem Adels- und dem Ritterstand, und seit etwa dreihundert Jahren, somit schätzungsweise seit 1350, dem Adel Krains angehört hatten.

## Besitz
Andree Bernhardin besaß die Herrschaften Khlan (Klana / heute Kroatien) und Pröstraniek (Prestranek / heute Slowenien). Pröstraniek erwarb er 1669. Seine Frau verkaufte das Gut 1675 an Johann Peter von Marastoni († 1679). Somit dürfte Andree Bernhardin zu diesem Zeitpunkt bereits tot gewesen sein. Marastonis Witwe Kornelia heiratete Andree Bernhardins Sohn Wolf Wilhelm († ca. 1687).

## Genealogie
N. v. Oberburg
Kinder (des NN)
1. Volker, urk. 1257,
2. HERMANN I., ⚭ Jeutha NN.; † 1258
Kinder (des Hermann I.)
1. Margaretha, ⚭ 1300 N. Puther
2. HERMANN II., Urk 1268 u. 1282; Er verkaufte im Jahre 1282 dem Kloster Oberburg vier Huben auf dem Berg Tann, was vom Patriarchen (Aquileja) Raimund am 5. September 1282 bestätigt wurde.
Sohn (des Hermann II.)
NIKOLAUS I., urk. 1316 u. 1329; verkaufte 1312 dem Abt des Klosters Oberburg Leopold 2 Huben in der Teinitz zu Stein. ⚭ Sophia de Lengheim;
Sohn (des Nikolaus I.)
NIKOLAUS II., lebte um 1349
Kinder (des Nikolaus II.)
1. Traute, um 1349, ⚭ Friedlein NN
2. Bernhard, Landrichter in Stein (Kamnik)
3. Heinrich
4. PAUL, lebte um 1388, ⚭ Iselda NN
Sohn (des Paul)
JOHANN (Hänsel), um 1423
Er erscheint in mehreren Urkunden als Hans oder Hänsel von Obenburch. 1394 am St.Pankratius Tag (12. Mai) tauscht er eine Hube im Gräztal zu Podgora mit seinem Vetter Dänchlein von Saldenhofen. Mitbeurkundet hat sein „lieber“ Oheim Friedrich (Fritzl) von Raunach. Ferner findet man ihn in einer Urkunde vom 5. Juni 1408 zu Senosetsch. Hier siegelt er als Hanns von Oberburg mit Friedrich dem Toplacher, derzeit Burggraf zu Bremp, dann 13./20. Juli 1427 als Hanns von Obernburger, derzeit Pfleger zu Bremp. Letztmals urkundlich erwähnt am 5. August 1434 wiederum als Hans Obernburger Pfleger ze Bremp. 1422 erscheint er neben 40 anderen Krainern in der Matrikel der Landleute in der Steiermark.
Kinder: (des Johann / Hänsel)
1. Heidenreich, Kastellan zu Guteneck (Gotnik), ⚭ 1443 Barbara von St. Jörgen zu Schwabegg und Wolfsegg, T. d. Bernhard Jörger v. St. J. u.d. Dorothea von Pürching. (NB. Im „Hoheneck“ 1. Band S. 451 folgendes Zitat: "Haidenreich von Oberburg(er) – Sohn des Hans von Oberburg – heiratete 1443 Barbara, T. d. Herrn Sigmund Schiffer zu Freyling. Zeugen, gem. Heiratsbrief: ‚die Edle u. veste Ritter Märt (Martin) von Raunach und sein Bruder Jacob‘ <nach Mitteilung aus Baron Enencklischen Manuscripto tom. I. fol.403>).
Töchter (d. Heidenreich)
1. Barbara von O., ⚭ um 1496 Nikolaus von der Dürr (Nach anderen Dörr)
2. NN. von O., ⚭ um 1500 Balthasar de Dürr;
2. WOLFGANG I., lebte um 1450, ⚭ Dorothea NN, 1461 als Witwe genannt.
Sohn (des Wolfgang I.):
WOLFGANG II., 1499 Hauptmann auf der Festung Bremb, erscheint in mehreren Urkunden: 1503 im Testament des Andreas von Cherstan, in der Rauberischen Stiftung zu Laibach und 1524 im Testament des Heinrich von Ellach; um 1519 war er mit Bernhardin von Raunach und Erasm von Dornberg Mitglied einer Kommission. ⚭ Agnes von Lueg und Luenz, T. d. Balthasar L. u. L. der älteste Burggraf zu Lienz und Lueg, Erbmarschall der gefürsteten Grafschaft Görz u. d. Agnes Färber von Frauenstein (Tochter des Ritters Konrad F. v. F) ;
Kinder (d. Wolfgang II.)
1. Scholastica, 1605 noch als Besitzerin von Purgstall genannt; ⚭ Christoph I. d. Ä. v. Purgstall; † 1549, S.d. Joachim v. P. u.d. NN.
Tochter (v. Purgstall):
Anna, ⚭ Georg v. Paradeiser v. u. zu. Neuhaus, lebte um 1554, Rat- u. Landvizedom in Kärnten,
2. Ursula, ⚭ Nikolaus (Niclas) von Wildenstein, Besitzer von Truttendorf in Kärnten; 1476 Verteidigung von Grafenstein gegen die Türken, 1484 kaiserl. Pfleger von Gurnitz.
3. Potentiana ; † vor 1564; ⚭ Johann Hofmann Frhr. zu Grünbühel und Strechau; † 18. Juli 1564, sie war dessen erste Gemahlin.
4. CHRISTOPH I. ; lebte um 1500, (er folgt);
CHRISTOPH, lebte um 1500; ⚭ Margaretha von Scheyer, sie lebte noch 1543;
Sohn:
Heinrich, ⚭ um 1520 mit Anna von Ritschan
Kinder (des Heinrich):
1. Kaspar, * ca. 1522, starb ledig,
2. Katharina, * ca. 1524, ⚭I. Johann Krottendorfer, ⚭II. Martin Puchmayeritsch, ⚭III. Adam Tiliz,
3. Susanna, * ca. 1530; † um 1600, Äbtissin zu Minkendorf,
4. Clara, * ca. 1532, ⚭ Ambrosius Raab,
5. MELCHIOR, * ca. 1523 (er folgt),
6. Elisabeth, * ca. 1534, ⚭I. Kaspar Presinger, ⚭II. Blasius Kleinberger,
7. Christoph, * ca. 1536, Hauptmann zu Juvanitsch (Juvanić), keine Kinder;
8. Balthasar, * ca. 1538, 1572 Hauptmann zu Juvanitsch; ⚭I. NN. Sauer zum Kossiak, ⚭II Philippa (Polixena?) von Neuhaus;

Kinder (des Balthasar):
1. Balthasar, fiel im Türkenkrieg bei Petrinia (Petrinja),
2. Margaretha, ledig,
3. Magdalena, ⚭I 8. Februar 1581 Matthias Pitsch, ⚭II. Anton de Leo, lebte noch um 1609

Melchior (Sohn des Heinrich), * um 1523, †, ⚭I. ca. 1553 Genovefa, T.d. Jakob von Raunach u.d. Anna von Lamberg; ⚭II. Dorothea Spieß; ⚭III. Elisabeth von Hertenfels,

Sohn (des Melchior):
Andreas Bernhardin I., * 1555, ⚭I. Lazara Wertazin, ⚭II. Eva, T.d. Jakob II. Fhrn. von Lamberg, Ritter, u.d. Margaretha von Purgstall. Sie ist der einzige Oberburg, der als Besitzer der Herrschaft Radelsegkh in einer Urkunde erscheint. ⚭III. Rosina von Edling,
Kinder (des Andreas Bernhardin I., Ehe ?):
1. Friedrich, * ca. 1580, † 17. September 1631 fiel er mit seinem Sohn Georg Sigmund in der ersten Leipziger Schlacht bei Breitenfeld.
2. Genovefa, Klosterfrau zu Minkendorf (Mekinje in Slowenien), * ca. 1585 - † ca. 1640;
3. LORENZ (auch Laurenz), lebte um 1621; (vermutlich aus III. Ehe), * ca. 1597 † ca. 1670, Hauptmann in Istrien, Karst und Plänicks (Planina/Alben); er wurde mit seiner gesamten Nachkommenschaft am 3. September 1669 in den erblichen Freiherrenstand erhoben; somit müsste er zu diesem Zeitpunkt noch gelebt haben. ⚭ 1621 (?) Anna Maria, T. d. Franz Georg von Rain u.d. NN. von Raunach;

Kinder (des Lorenz):
1. Magdalena, * ca. 1622
2. Franz Georg, * ca. 1624
3. ANDREAS BERNHARDIN II., * ca. 1626 - ca. 1675  (er folgt),
4. Melchior, * ca. 1630; ledig
5. Johann Jakob, * ca. 1628 seit 4. März 1676 Grenzproviantmeister und Generaleinnehmer von Krain in St.Veit am Pflaum (Fiume, Rijeka); † dort 18. August 1683. (2 Uhr nachts), ⚭ ca. 1659 mit Anna Marsilia T.d. Johann Peter von Marastoni u.d. NN; durch diese Heirat wurde er Besitzer des Gutes Zemono, nach seinem Tod seine Ehefrau Anna Marsilia (FHD).

Kinder (des Johann Jakob)
1. Maria Margaretha, * Fiume 29. April (travanj) 1662 (Mitteilung des Historischen Archivs Rijeka / Fiume, 6. April 1983)
2. hierher gehört auch Franz Andreas, * ca. 1660; † Zemono 1721, Filiation kann jedoch durch keine Nachricht belegt werden.

Sohn (des Franz Andreas)
Veit Jakob, Gutsbesitzer, ⚭ 24. November 1741 Dornegg (Trnovo) Josepha Antonia v. Lazarini, * 13. Juni 1712; † 10. Oktober 1785, Semonhof (slowenisch: Dolnji Zemon), T.d. Franz Peter v. L. (* Jablanitz, 20. Mai 1687; † Dornegg, 13. Februar 1752) u.d. Maria Anna Freiin v. Raunach († Jablanitz, 1. Juni 1760).
Sohn (des Veit Jakob)
Franz Xaver, Gutsbesitzer, * Dornegg, 17. Januar 1745; † Fiume (Rijeka), 24. Januar 1803, ⚭ 22. April 1771 Maria Franzíska v. Billichgrätz, * Laibach, 16. April 1746; † Fiume, 9. April 1811, T.d. Marcus Anton Kunstl v. Billichgrätz zu Baumkircherthurn und Hilzeneck, Generaleinnhemner in Krain, (* Billichgrätz / Polhov gradec, 3. April 1699) u.d. Maria Rosalia Qualiza v. Quellenburg (* Adelsberg / Postojna, 31. März 1714; † Hilzeneck 4. April 1785).
Erbtochter (des Franz Xaver u.d. M. F. v. Billichgrätz)
Antonie, * Semonhof, 1. April 1782; † Semonhof 29. August 1827, ⚭ Fiume, 4. Juni 1808 Francesco Scribani Rossi conte di Cereto (Franz Graf Scribani Rossi), * Piacenza, 12. Oktober 1776; † Albona, 5. Oktober 1854, Gutsbesitzer.
Nachkommen (der Antonie u.d. F. Scribani Rossi)
Andreas Bernhardin II. (Sohn des Lorenz), * um 1626; † um 1673, Oberst und Kommandant der Festung Ototschaz an der k. k. Militärgrenze. ⚭ Katharina Sidonia (testiert Laibach 2. Januar 1691), T. d. Achaz von Isenhausen u.d. Anna Maria von Werneck
Kinder (des And. Bernhardin)
1. Maria Sidonia, * Laibach, 2. Dezember 1654, ⚭ Slavina 1674, Joh. Ferdinand von Edling, S. d. Joh. Paul v. E., Zeuge: ihr Bruder Wolfgang Wilhelm von O. (Schi. 280),
2. Rinaldo, * Fiume 22. Mai 1668,
3. Wolfgang Wilhelm, * ca. 1650; † 1687, ⚭ 8. März 1680 mit Anna Marsilia – recte Kornelia, - Witwe des Joh. Peter von Marastoni von Mariastein u. Willenegg (Inventar 1679 < XXXI 32>), T.d. Franz von Lazarini u.d. Helene de Fini (GSL19);

Kinder (des Wolfgang Wilhelm):
1. Anna Kornelia, * Slavina 9. Februar 1687 (Schi. 280)
2. Katharina
3. Sidonia
4. Eleonora
5. Kornelia

4. Johann Josef, * Slavina 12. Dezember 1670 (Schi.280),
Sohn (des Joh. Josef):
Wolfgang Andreas, ⚭ um 1690 Barbara, T.d. NN. Marastoni u.d. NN
Sohn (des Wolf Andreas):
Josef, * Dornegg (Trnovo – Ort bei Ilirska Bistrica in Slowenien; italienisch Ternova) 15. März 1757; † 16. März 1836, 1809 in der 3. Neustadtler Landwehrkompanie; 1809 Major i.P.; ⚭ N Brenner aus Wien (GSL 25)